# Seignalens
Seignalens é uma comuna francesa na região administrativa de Occitânia, no departamento de Aude. Estende-se por uma área de 6,17 km². Em 2010 a comuna tinha 32 habitantes (densidade: 5,2 hab./km²).